# Schreibunterlage

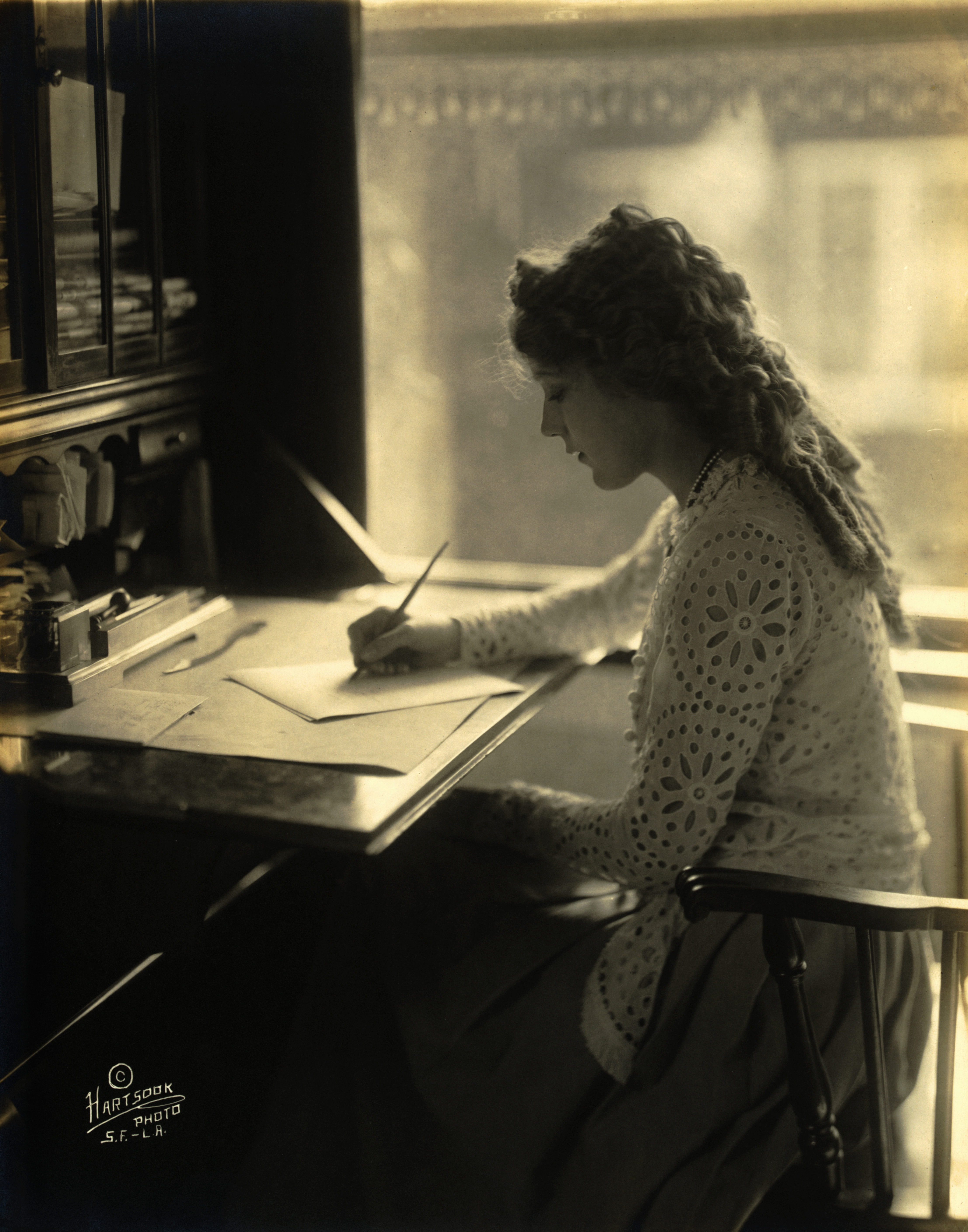
Schreibtischunterlage, auf der eine junge Frau einen Brief verfasst.

Bei einer Schreibunterlage handelt es sich um eine Auflage, die auf den Schreibtisch gelegt wird.

## Zweck und Material
Eine Schreibunterlage dient dem Schutz der Schreibtischfläche und dem besseren Schreiben auf losen Arbeitsbögen. Sie gehört zu den Standard-Büroutensilien. Früher bestand sie meist aus Linoleum, heute aus eloxiertem Aluminium, Leder, Rindnappa oder in der preisgünstigen Variante aus Kunststoff. Die Unterlagen aus Kunststoff gibt es in unzähligen Designs und Farben für alle Altersgruppen. 
Schreibunterlagen, die im beruflichen Umfeld genutzt werden, haben häufig transparente Schutzklappen, unter denen Kalendarien, wichtige Telefonnummern u. Ä. aufbewahrt werden können.
Auch gebräuchlich sind Schreibunterlagen aus Papier in Blockform, welche für die Aufzeichnung von Notizen verwendet werden können. Ist ein Blatt vollgeschrieben, kann es abgetrennt werden. Diese Schreibunterlagen werden häufig für Firmen zu Werbezwecken hergestellt.